# アンドン

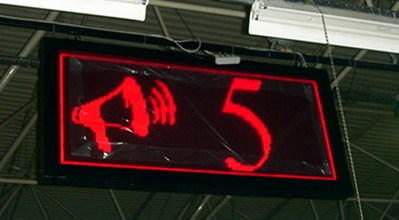
ランプの一例

アンドンとは、工場におけるベルトコンベアなどを用いた強制駆動型生産ラインの生産状態報告システム。トヨタ生産方式の要素の一つである。語源は行灯に由来する。

## 概要
アンドンは生産ラインの脇の通路側の上方に設置され、ランプからは紐が下がっている。あるいは作業者の傍にアンドンを操作するボタンが設置されている。ランプは作業工程毎に設置され、また作業者がすぐに紐を引ける場所に設置されている。
アンドンは流れ作業のような異常を他者に知らせにくい生産ラインにおいて、異常を他者に伝えることを目的としている。不具合の後工程流出を防ぐためであったり、生産ラインが抱える問題の顕在化（見える化）のためであったりと様々な目的を有する。
アンドンという言葉は日本の製造業が日本国外から研究された際に重要な要素の一つとされ、結果世界中の工場へと広まっていき、日本語以外でもAndonとして通用する言葉となった。

## ランプの構成の例
ランプの構成はアンドンを導入する企業によって異なるが、通常、緑、黄、赤の3色から構成されている。
緑ランプ
正常な生産が行われているときに点灯している。
黄色ランプ
何らかの生産異常（製品の異常、作業の遅延など）が発生した場合、作業者が紐を引いて点灯させる。これにより異常が発生したことが生産ラインの管理者にも伝わり、生産ラインの班長、区長らの職制がその場に駆けつけて問題に対処する。通常はランプの点灯だけでは他者に情報を伝える力が弱いため、黄色ランプの点灯ととも異常を伝えるアナウンスも同時に流される。
赤色ランプ
ライン停止を必要とする事態である。
トヨタ生産方式では「異常があったらすぐに止める」ことを説いているため、企業によっては黄色ランプを省くところもある。